# Mineralometria ossea computerizzata
La mineralometria ossea computerizzata (MOC), è un mezzo per la misura della densità minerale ossea (in inglese Bone Mineral Density, BMD). Di questa tecnica esistono diverse tipologie, tra cui in particolare la MOC SPA (MOC a singolo raggio fotonico),
MOC DPA (MOC a doppio raggio fotonico), la MOC DEXA (Dual-energy X-ray absorptiometry), la MOC QTC (tomografia quantitativa computerizzata) e la MOC QUS (ultrasonografia quantitativa).

Attualmente i metodi cui si ricorre maggiormente per eseguire una mineralometria sono la MOC DEXA, che richiede l'utilizzo di un apparecchio a raggi X, e la MOC QUS, che fa affidamento sulle apparecchiature basate su ultrasuoni.

L'assorbimetria a raggi X a doppia energia (DXA, precedentemente DEXA) comporta l'emissione di due fasci di raggi X, con differenti livelli di energia, che vengono inviati sul tessuto osseo del paziente. Una volta sottratto l'assorbimento del tessuto molle, è possibile determinare l'assorbimento del fascio da parte dell'osso e quindi la densità minerale ossea. Tale assorbimento per il principio dell'assorbimetria fotonica è infatti proporzionale alla densità dei tessuti ossei.
A oggi l'assorbimetria a raggi X a doppia energia è la tecnologia più usata e più studiata.
La scansione DEXA è in genere utilizzata per diagnosticare e valutare l'evoluzione dell'osteoporosi. Tale esame non va confuso con  la scintigrafia nucleare ossea che viene impiegata per alcune malattie metaboliche ossee, infezioni e soprattutto tumori.

## Usi
Le scansioni DXA sono utilizzate principalmente per valutare la densità minerale ossea. Tali scansioni possono anche essere utilizzate per misurare la composizione corporea e la percentuale di grassi con un alto grado di precisione. Infatti mediante specifici algoritmi matematici viene calcolata la misura del patrimonio minerale dello scheletro, il quale è costituito in prevalenza da cristalli di idrossiapatite di calcio.
Tuttavia è stato suggerito che la DXA, pur misurando molto accuratamente i minerali e la massa magra (LST), possa fornire risultati distorti a causa del suo metodo di calcolo che comporta una valutazione indiretta della massa grassa sottraendola dalla massa magra (LST) e/o la massa cellulare corporea (BCM) che la DXA misura direttamente.
Esempi dell'utilizzo corrente di questa tecnologia si possono vedere nella diagnosi dell'osteoporosi sia in adulti sia in ambito pediatrico.

## Indicazioni
Le donne con più di 65 anni dovrebbero essere sottoposte a una mineralometria ossea computerizzata. Non esiste consenso sull'età alla quale gli uomini dovrebbero essere sottoposti all'esame. Alcuni autori consigliano di effettuare l'esame dopo i 70 anni. Le donne a rischio dovrebbero prendere in considerazione di eseguire il test quando il rischio globale si approssima a quello di una donna di 65 anni, senza ulteriori fattori di rischio aggiuntivo.

Il rischio individuale può essere misurato facendo riferimento al calcolatore FRAX dell'Organizzazione Mondiale della Sanità, che include diversi fattori di rischio clinico. Tra questi fattori sono da includere precedenti fratture da fragilità ossea, l'uso di glucocorticoidi, l'abitudine al fumo di sigaretta, l'assunzione di eccessive quantità di alcol, l'artrite reumatoide, una storia anamnestica familiare di fratture dell'anca, malattie croniche renali ed epatiche, malattie croniche respiratorie, l'assunzione a lungo termine di fenobarbital o fenitoina, la celiachia, malattia infiammatoria intestinale, e altri fattori di rischio.

## T-score e Z-score
Si tratta di due indici statistici elaborati per rendere possibile il confronto dei valori della densità minerale (BMD, Bone Mineral Density) di un determinato paziente con i valori medi di densità riscontrabili in una popolazione di riferimento definita come "normale o sana".
Il T-Score confronta il paziente con la media dei soggetti giovani adulti (picco di massima densità minerale stimato a 30 anni) e viene utilizzato di preferenza in soggetti di età superiore ai 30 anni. Lo Z-score confronta il paziente con la media dei soggetti di pari età.

Valori negativi di T-score e di Z-score stanno ad indicare che la densità ossea di un determinato individuo si posiziona al di sotto la media. Al ridursi del T-score o dello Z-score il rischio di fratture viene ad aumentare.

## Punteggio

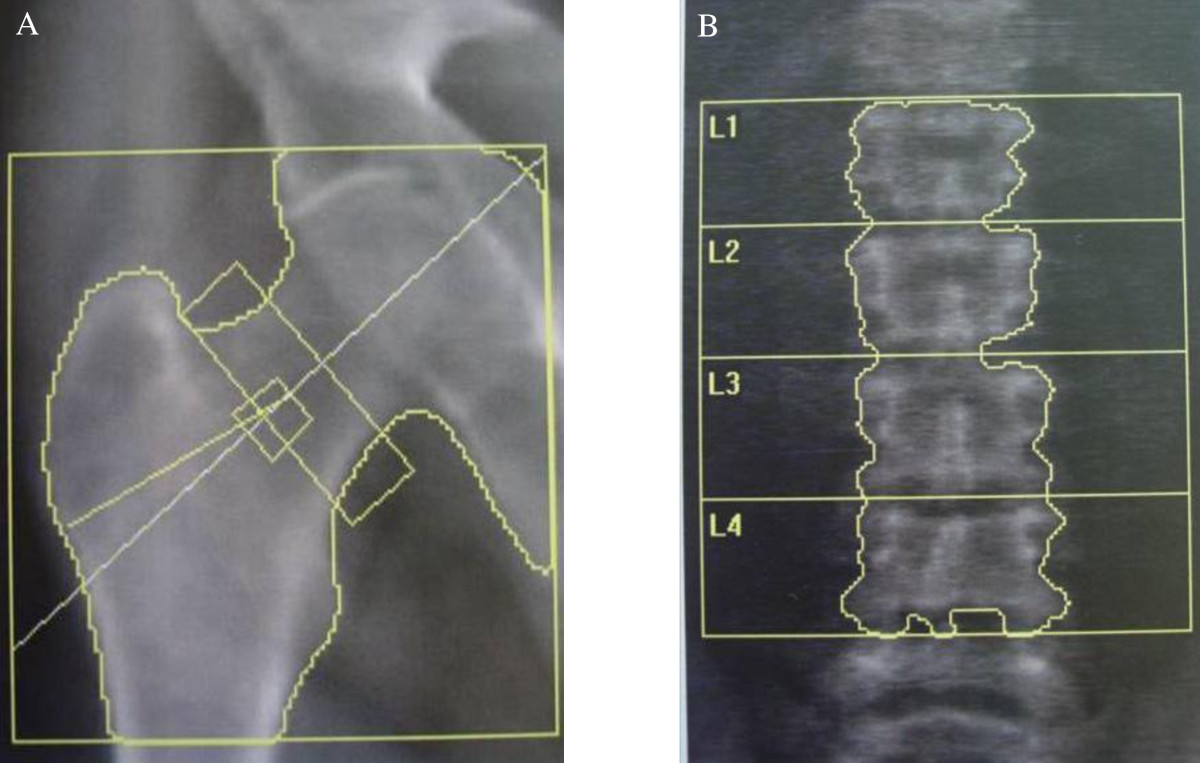
Valutazione della densità minerale ossea (tecnica DEXA) del collo del femore (A) e della colonna lombare (B): T score di -4,2 e -4,3 sono stati trovati rispettivamente a livello dell'anca (A) e della colonna lombare, in un paziente di 53 anni affetto da malattia di Fabry.

L'Organizzazione Mondiale della Sanità ha definito le seguenti categorie, in base alla densità ossea, nelle donne bianche:
- Normalità: T-score fino a -1 compreso
- Osteopenia iniziale: T-score compreso tra -1,1 e-1,5
- Osteopenia: T-score compreso tra -1,6 e -2,5
- Osteoporosi: T-score inferiore a -2,5
- Osteoporosi grave (consolidata): T-score inferiore a -2,5 e una o più fratture atraumatiche oppure fratture per traumi di lieve entità.

Il comitato dell'Organizzazione Mondiale della Sanità non avendo dati sufficienti, è stato impossibilitato a creare le definizioni per gli uomini e per gli altri gruppi etnici.
Alcune considerazioni particolari debbono essere fatte nell'utilizzo della tecnica DXA per valutare la massa ossea nei bambini. In particolare si deve tenere presente che confrontare la densità minerale ossea dei bambini con i dati di riferimento degli adulti (per calcolare un T-score) porta a una sottovalutazione della loro reale densità, poiché i bambini hanno una massa ossea minore rispetto agli adulti, ormai completamente sviluppati. Il rischio è quello di avere un eccesso di diagnosi di osteopenia per l'età pediatrica. Per evitare questa sovrastima i punteggi di BMD vengono corretti in base ai dati di riferimento per lo stesso sesso ed età (andando così a calcolare uno Z-score).
Ci sono altre variabili, oltre all'età, che possono confondere l'interpretazione del BMD misurata con tecnica DXA.
Una importante variabile confondente è la dimensione delle ossa. La tecnica DXA infatti tende a sovrastimare la densità minerale ossea nei soggetti alti e a sottovalutarla nei soggetti di statura più piccola. L'errore è dovuto al fatto che nella tecnica DXA il contenuto minerale osseo (misurato come l'attenuazione dei raggi X nelle ossa sottoposte a scansione) viene diviso per l'area dell'osso (anch'essa misurata dalla macchina).
Dal momento che la mineralometria ossea computerizzata con tecnica DEXA calcola la densità ossea facendo riferimento a un'area (aBMD: areal Bone Mineral Density), non è una misura precisa della vera densità ossea, che deriva dal calcolo della massa divisa per il volume.
Altre tecnologie di imaging come la MOC QTC (tomografia quantitativa computerizzata), sono in grado di misurare il volume dell'osso, e quindi sono indenni dall'effetto confondente delle dimensioni ossee.
È importante che i pazienti eseguano misurazioni ripetute della BMD e che le stesse siano effettuate ogni volta sulla stessa macchina, o almeno una macchina costruita dallo stesso produttore. L'errore di misura determinato dalla variabilità esistente tra macchina e macchina, oppure dal tentativo di conversione delle misure tra un produttore e l'altro può introdurre ulteriori elementi di incertezza che inficiano l'attendibilità dell'esame.
I risultati della MOC DXA necessitano di una compensazione se il paziente sta assumendo del ranelato di stronzio, ad esempio nel caso di prevenzione primaria e secondaria delle fratture per l'osteoporosi.

## Esposizione alle radiazioni
Come già detto la MOC DXA utilizza i raggi X per valutare la densità minerale dell'osso. L'esame pertanto non è invasivo, ma espone il paziente alle radiazioni. In passato si è ampiamente dibattuto del rischio radiogenico dell'esame. In realtà il rischio da radiazione per il paziente è minimo. È stato calcolato che la dose di radiazione assorbita nel corso dell'esame è di circa 1/10 della dose di una rx torace standard ed equivale, in genere, a un decimo della dose equivalente. Si ricorda a questo proposito che una dose equivalente di radiazioni (unità di misura sievert) equivale, in Italia, a circa un terzo della dose media assorbita in un anno per esposizione alla sola radioattività naturale (radiazione di fondo, parametro di riferimento per la valutazione dei rischi radiogenici). La dose di radiazione assorbita nel corso dell’esame è da considerarsi quindi inferiore alla dose a cui si è esposti durante un volo a lungo raggio.
(Classe di dose I secondo l'art. 161 del D.lgs 101/2020).